# Kohlebürste
Die Kohlebürste (oder kurz Bürste, auch Schleifkohle, Motorkohle) ist ein Gleitkontakt in Motoren und Generatoren und stellt den elektrischen Kontakt zum Kollektor oder zu den Schleifringen des rotierenden Teils der Maschine (Rotor oder Läufer) her.

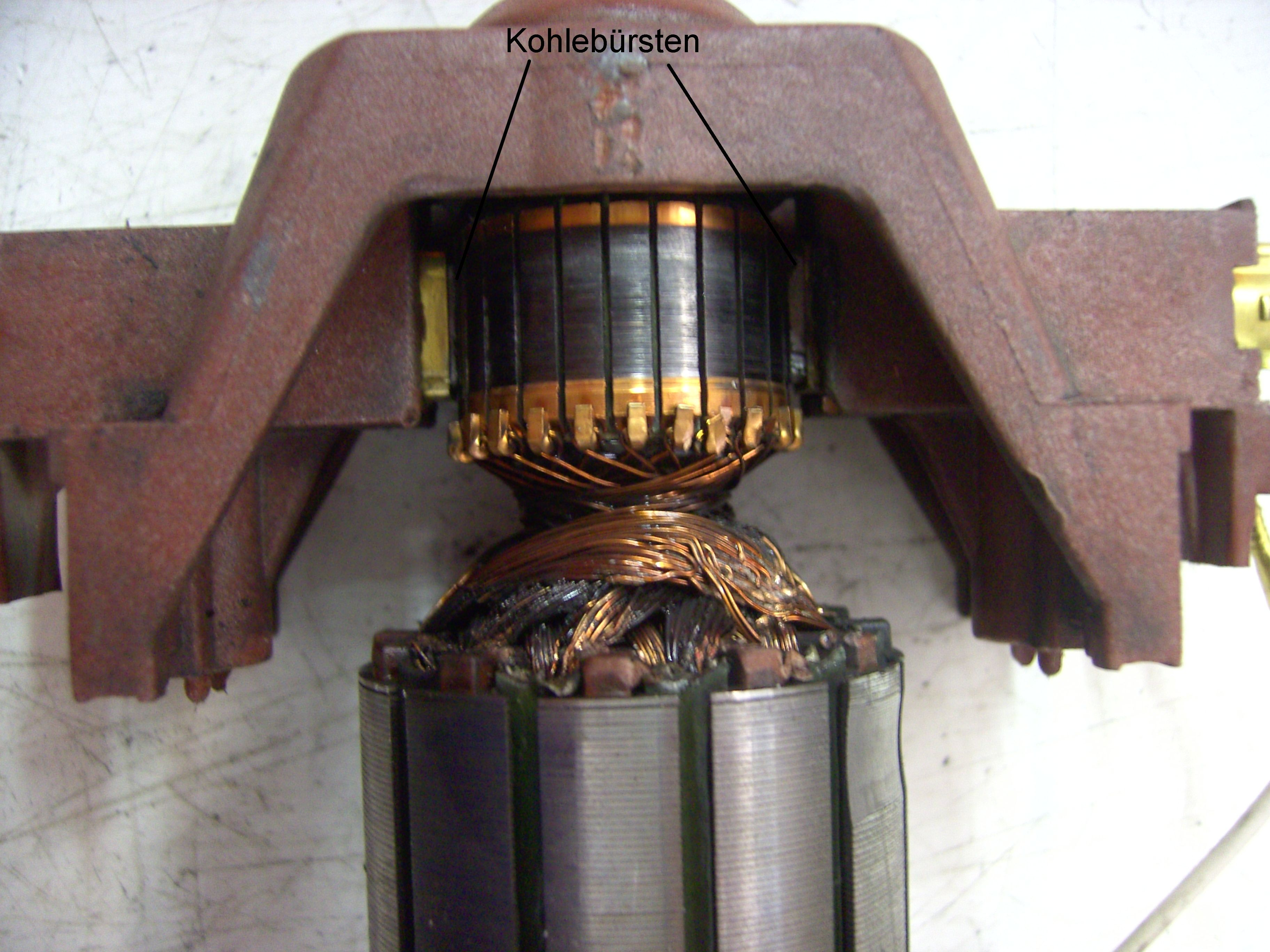
An den zylindrischen Kommutator in einem Universalmotor radial angepresste Kohlebürsten

## Aufbau und Funktionen

Zusammenwirken der Kohlebürsten mit dem Kommutator in einer Gleichstrommaschine (Prinzipskizze)

Kohlebürsten bestehen meist aus Graphit. Abhängig vom Einsatzfall werden sie teilweise auch mit metallischen Komponenten (Kupfer, Silber, Molybdän) angereichert oder bestehen ganz aus Metall.
Schleifkontakte in Potentiometern, Drehschaltern und an Stromabnehmern bestehen aus ebensolchen Materialien, werden jedoch bei Stromabnehmern als Schleifleiste und bei Potentiometern als Schleifer bezeichnet.
Obschon über einhundert Jahre alt, ist diese Technik der Stromübertragung auch heute noch in breiter Verwendung. Kohlebürsten sind nach wie vor in sehr vielen Elektromotoren zu finden. Angefangen von Kleinmotoren in Spielzeug, elektrischen Küchengeräten, elektrischen Fensterhebern, Rasierapparaten, Waschmaschinen, Haartrocknern, Staubsaugern oder Elektrowerkzeugen (elektrische Bohrmaschinen, Winkelschleifer, Heckenscheren, Kreissägen usw.) reicht das Spektrum bis hin zu großen Maschinen in Elektrolokomotiven, U-Booten, in Kraftwerksgeneratoren und auch in Windkraftanlagen. Entsprechend vielfältig sind die geometrischen und elektrischen Dimensionen der Kohlebürsten. Während die kleinsten Varianten in Spielzeugen nur einige Gramm wiegen und die Übertragung von wenigen Milliampere übernehmen, werden für die Übertragung von bis zu 1000 Ampere in der Galvanik Kohlebürsten mit einem Gewicht von über zwei Kilogramm eingesetzt.
Die Bezeichnung Kohlebürste leitet sich historisch von den Pinselbürsten ab, die man früher anstelle von Graphit als Gleitkontakt verwendete. Da die Zusammensetzung von Kohlebürsten praktisch auf jeden Elektromotor hin abgestimmt werden muss, ist ihr Entwicklungsaufwand relativ hoch. Daher werden Kohlebürsten weltweit nur von wenigen spezialisierten Unternehmen hergestellt.

## Herstellung

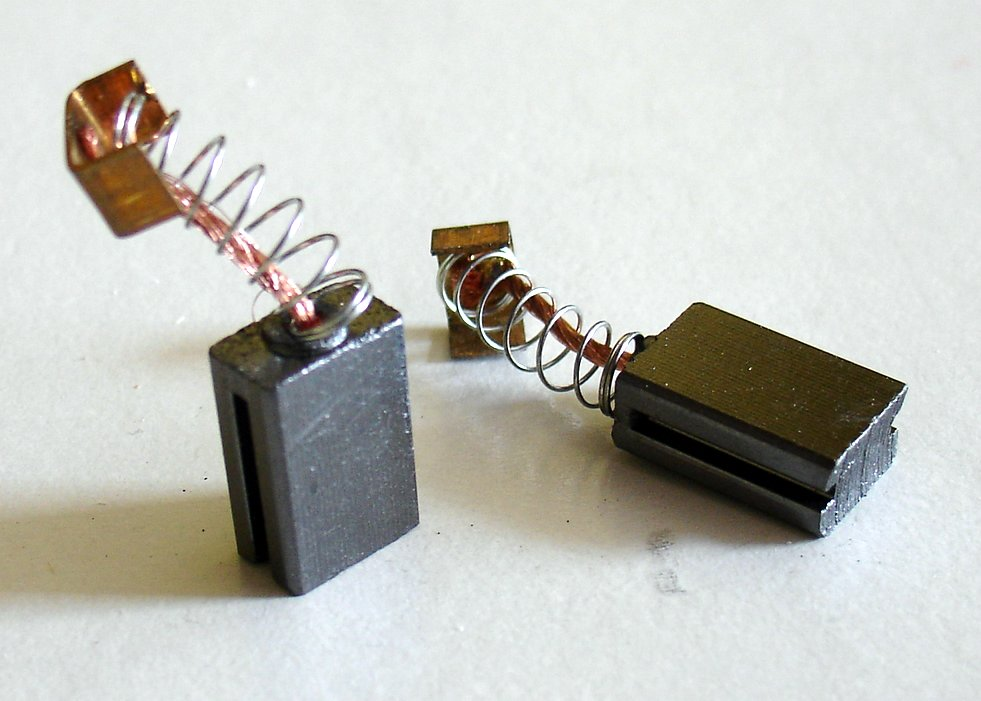
Zwei Kohlebürsten aus ihrer Halterung entfernt

- Mischung der Komponenten: Naturgraphit, Elektrographit, Kupfer (zur Verbesserung der Leitfähigkeit), seltener andere Metalle (Fe, Mo usw.) sowie Bindemittel (Pech, Harze oder Kunststoffpulver)
- Verpressen des Pulvers unter definiertem Druck, in einer eigenen Form mit Ober- und Unterstempel. Für Massenartikel werden Fertigpress-Technologien mit eingepresstem Stromseil bevorzugt. Für kleinere Stückzahlen werden die Kohlebürsten aus Blöcken mechanisch herausgearbeitet.
- Glühen der gepressten Kohlebürsten oder Blöcke unter Sauerstoffausschluss und genau definierter Brandkurve bei bis zu 1200 °C. Dabei „verkokt“ das enthaltene Bindemittel und verbindet die Inhaltsstoffe.
- Für spezielle Werkstoffe erfolgt durch induktives Aufheizen eine weitere Temperaturbehandlung bei bis zu 3000 °C. Dabei werden die Werkstoffe in künstlichen Graphit, sogenannten Elektrographit, umgewandelt.
- Bei Mischungen, die eine hohe Brandtemperatur verlangen (Cu-frei), wird die Litze (Kabel) nachträglich eingestampft, da auch die Cu-Litze ab gewissen Temperaturen zu Verfärbungen (Strukturveränderung/-schwächung) und Reaktionen mit den Sintergasen neigt.
- Anschließende Nachbehandlungen wie Imprägnierungen mit Wachsen, Ölen, Harzen und Metallen, lassen eine weitere Anpassung der Werkstoffeigenschaften an die spezifischen Erfordernisse zu.
- Nachschleifen auf Maß: Kohlen unterliegen im Einbauzustand einer engen Toleranz und müssen meistens (in Motorachsrichtung radial und tangential gesehen) nachträglich auf Maß geschliffen werden, da beim Brand ein gewisser Verzug und Schrumpfung auftreten.
- Das Stromseil (elektrischer Anschluss aus feinstdrähtiger Kupfer-Litze) wird anschließend mit einem Stampfprozess in diesen Kohlebürsten befestigt.

## Anwendungen

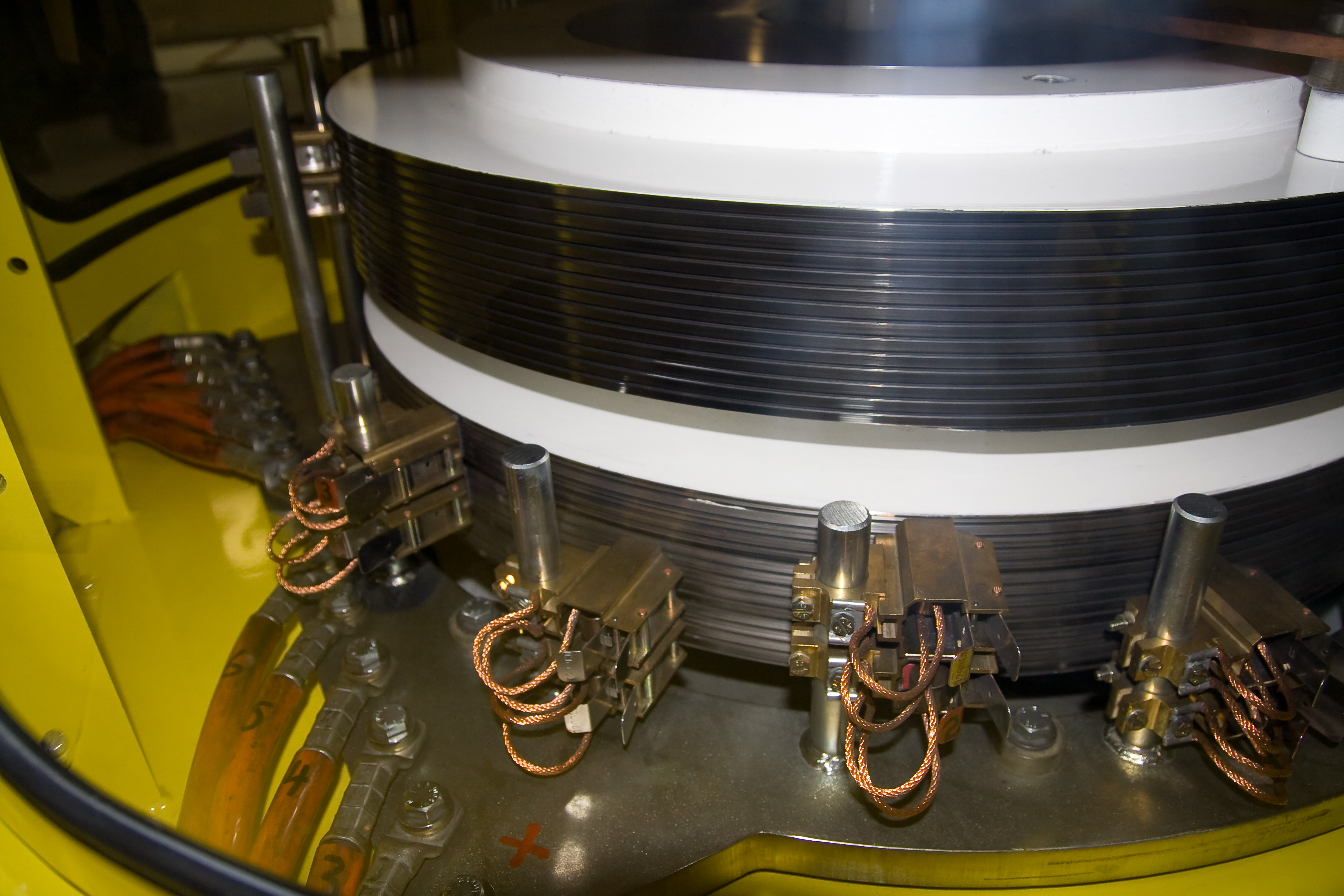
Schleifringe und wegen der hohen Ströme parallel geschaltete Kohlebürsten eines in Kraftwerken genutzten Turbogenerators

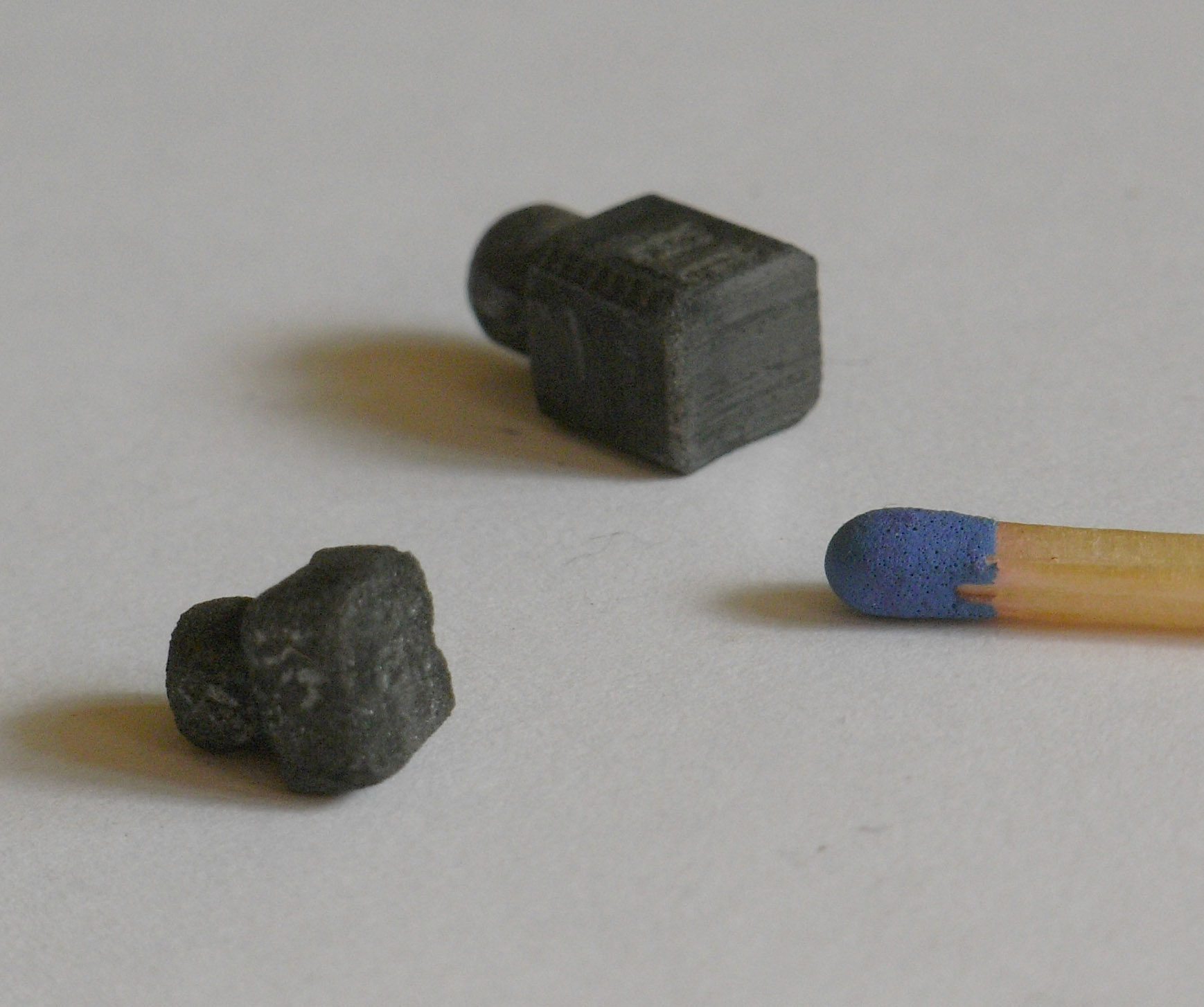
Abgenutzte Kohlebürsten einer Schlagbohrmaschine

Grundsätzlich werden bei Kohlebürsten bezüglich ihres Aufbaus und ihrer elektrischen Eigenschaften zwei Typen unterschieden:
- Kohlebürsten für Gleichstrom, also für Gleichstrommotoren (z. B. Anlasser, Wischermotor, viele Arten von Stellmotoren, Innenraumlüfter, Benzinpumpen und Kühlerlüfter in KFZ, in Alternatoren) und für die Speisung der Erregerwicklung von Synchronmaschinen.
- Kohlebürsten für Wechselstrom, also für Universalmotoren (z. B. in Haushaltsgeräten wie Staubsauger, Mixer usw.). Solche Bürsten sind meistens kupferfrei.

An Kohlebürsten werden hohe Anforderungen gestellt:
Die Bürsten werden vom Motorhersteller auf eine gewisse Lebensdauer hin getrimmt, die in umfangreichen Vorversuchen nachgewiesen werden muss.
Kohlen für Kfz-Anlasser müssen z. B. ca. 40.000 Startzyklen aushalten und werden in umfangreichen Zusatztests geprüft: Salzwasserspraytest, Wärme- und Kältetests, Staub und Überstrom usw. Jedes Unternehmen hat eigene, genormte Testverfahren, die einen extremen Alltagseinsatz simulieren und die zuverlässige Funktion des Elektromotors in der Praxis gewährleisten sollen.
Bei Kraftstoffpumpen werden bei Neuentwicklungen (ca. seit 2000) auch für den Kommutator Graphitwerkstoffe verwendet. Grund dafür sind günstige elektrische Eigenschaften und die erhöhte Lebensdauer durch Selbstschmierung der im Kraftstoff laufenden Bauteile.
Neben der Standzeit der Kohlebürsten, wie z. B. geforderte 4000 Waschzyklen bei Waschmaschinen, stehen auch das Geräuschverhalten und besonders die Vermeidung von Bürstenfeuer im Vordergrund. Nur speziell angepasste Kohlebürstenwerkstoffe, teilweise mit aufwändigen Nachbehandlungen, erfüllen diese Anforderungen. Neben dem Werkstoff hat auch das Design der Kohlebürste entscheidenden Einfluss auf das Verhalten des Gleitkontakts.
Beim Einsatz spielt nicht nur der Verschleiß der Kohlebürste eine Rolle. Kohlebürsten müssen das Gegenlaufmaterial von Kommutator oder Schleifring schonen, da deren Austausch deutlich kostspieliger ist als der Austausch des Verschleißteils Kohlebürste. Der Austausch verschlissener Kohlebürsten eines Motors setzt dessen Lebensalter nicht wieder auf null, weil auch der Kommutator bzw. die Schleifringe und Lager verschleißen.
Kommutatormotoren verursachen auch bei geringem Bürstenfeuer elektromagnetische Störungen. Die Bürsten sind daher fast immer mit einer Nahentstörung (parallelgeschalteter Kondensator) versehen.
Gleichstrommaschinen mit Kohlebürsten haben im 20. Jahrhundert einen großen Teil zur industriellen Revolution beigetragen. Bis in die 1970er Jahre waren Gleichstrom-Lichtmaschinen in jedem PKW vorhanden. Eine weitere Anwendung sind Schleifringläufer-Asynchronmotoren und Drehstromgeneratoren mit statischer Erregereinrichtung (Erregerstrom läuft über Schleifringe, z. B. Kfz-Lichtmaschine) bzw. Außenpolgeneratoren, bei denen die Elektroenergie mit Kohlebürsten am Läufer abgenommen wird. Auch in Windturbinen werden teilweise Generatoren mit Kohlebürsten eingesetzt (Schleifringläufer-Asynchrongeneratoren, Synchrongeneratoren). Bei hohen Strömen, wie etwa zur Versorgung der Erregerwicklung von Generatoren in Kraftwerken im Bereich von einigen Kiloampere, werden mehrere Kohlebürsten pro Pol parallel geschaltet. Die Maschine ist dabei so konstruiert, dass sich einzelne Kohlebürsten im laufenden Betrieb tauschen lassen.
Ein Elektromotor mit Kommutator benötigt mindestens zwei Bürsten. Bei älteren Modell-Elektrolokomotiven mit Scheibenkollektormotor ist oft eine Bürste als Kohlebürste aus Graphit ausgeführt, die andere aus Kupferdrahtgeflecht zur Kontaktflächenreinigung.

## Alternativen

Funktionsprinzip einer Bürstenabhebevorrichtung mit Kurzschluss des Rotors

In kleinen Gleichstrommotoren werden teilweise Bürsten aus Edelmetallen eingesetzt, etwa in Form eines dünnen Federblechs, das mit einer gepressten Kuppe oder einem massiveren Metallkontakt am Kommutator anliegt. Ausführungen von zumindest zweiarmigen Federn kommen vor.
Insbesondere bei sehr hohen Drehzahlen kann sich das Bürstenfeuer negativ auswirken. Unter anderem deshalb wurden Motoren ohne Kohlebürsten entwickelt. Diese besitzen anstelle des Kollektors und der Kohlebürsten elektronische Bauelemente zur Kommutierung. Der Aufwand ist aber sehr groß, so dass diese Technologie zurzeit v. a. in Nischen zu finden ist. Bei Industrie- und Bahnmotoren sind Drehstrom-Asynchronmaschinen Standard.
- Einige Generatoren in Kraftwerken verwenden auf der Generatorwelle angebrachte Hilfsgeneratoren (Erregermaschine) zur Erzeugung und Steuerung der Erregerleistung und benötigen keine Schleifringe (bürstenlose Erregereinrichtung).
- Die Signale der rotierenden Kopftrommel bei der Schrägspuraufzeichnung, wie sie bei Videobändern oder dem Digital Audio Tape (DAT) verwendet wird, werden mit Rotationstransformatoren übertragen.
- Mikrowellen in Rundsicht-Radargeräten werden über berührungslose Hohlleiter-Flansche übertragen.
- Bei bürstenlosen Motoren mit Halbleiter-Wechselstrominverter dreht ein Magnetrotor zwischen Statorspulen, die elektronisch mit Wechselstrom passender Frequenz angesteuert werden. Derartige Motoren werden seit etwa 1985 in Direct-Drive-Plattenspielern und seit etwa 2018 zunehmend in Waschmaschinen und Akkuhandwerkzeug sowie in Antrieben von Balanceboards und Elektrofahrrädern eingesetzt.